# Mimudea rhexialis
Mimudea rhexialis là một loài bướm đêm trong họ Crambidae.